# Lachnum elongatisporum
Lachnum elongatisporum är en svampart som beskrevs av Baral 1991. Lachnum elongatisporum ingår i släktet Lachnum och familjen Hyaloscyphaceae.   Inga underarter finns listade i Catalogue of Life.